# Liste der Mitglieder des Sächsischen Landtags (8. Wahlperiode)
Die Liste bietet einen Überblick über alle Mitglieder des 8. Sächsischen Landtags, der in der Landtagswahl vom 1. September 2024 gewählt wurde. 
Die konstituierende Sitzung, die von Alterspräsident Wolf-Dietrich Rost (CDU) eröffnet wurde, fand am 1. Oktober 2024 statt.

## Präsidium
- Präsident des Sächsischen Landtags:
  - Alexander Dierks (CDU)
- Vizepräsidenten des Sächsischen Landtags:
  - Erste Vizepräsidentin Ines Saborowski (CDU)
  - Zweiter Vizepräsident André Wendt (AfD)
  - Dritter Vizepräsident Jörg Scheibe (BSW)
  - Vierter Vizepräsident Albrecht Pallas (SPD)

| Amt              | Wahlgang                                                                 | Kandidat                                                                 | Partei                                                                   | Partei                                                                   | Stimmen                                                                  | gültig                                                                   | ungültig                                                                 | ja                                                                       | nein                                                                     | Enthaltung                                                               | Ergebnis                                                                 |
| ---------------- | ------------------------------------------------------------------------ | ------------------------------------------------------------------------ | ------------------------------------------------------------------------ | ------------------------------------------------------------------------ | ------------------------------------------------------------------------ | ------------------------------------------------------------------------ | ------------------------------------------------------------------------ | ------------------------------------------------------------------------ | ------------------------------------------------------------------------ | ------------------------------------------------------------------------ | ------------------------------------------------------------------------ |
| Präsident        | 1                                                                        | Alexander Dierks                                                         |                                                                          | CDU                                                                      | 119                                                                      | 119                                                                      | 0                                                                        | 97                                                                       | 14                                                                       | 8                                                                        | Alexander Dierks gewählt.                                                |
| 1. Vizepräsident | 1                                                                        | Ines Saborowski                                                          |                                                                          | CDU                                                                      | 119                                                                      | 119                                                                      | 0                                                                        | 95                                                                       | 18                                                                       | 6                                                                        | Ines Saborowski gewählt.                                                 |
| 2. Vizepräsident | 1                                                                        | André Wendt                                                              |                                                                          | AfD                                                                      | 119                                                                      | 119                                                                      | 0                                                                        | 84                                                                       | 28                                                                       | 7                                                                        | André Wendt gewählt.                                                     |
| 3. Vizepräsident | 1                                                                        | Jörg Scheibe                                                             |                                                                          | BSW                                                                      | 119                                                                      | 118                                                                      | 1                                                                        | 59                                                                       | 50                                                                       | 9                                                                        | Wahlvorschlag verfehlt Mehrheit.                                         |
| 4. Vizepräsident | 1                                                                        | Albrecht Pallas                                                          |                                                                          | SPD                                                                      | 119                                                                      | 118                                                                      | 1                                                                        | 48                                                                       | 60                                                                       | 10                                                                       | Wahlvorschlag verfehlt Mehrheit.                                         |
| 3. Vizepräsident | 2                                                                        | Jörg Scheibe                                                             |                                                                          | BSW                                                                      | 118                                                                      | 118                                                                      | 0                                                                        | 71                                                                       | 43                                                                       | 4                                                                        | Jörg Scheibe gewählt.                                                    |
| 4. Vizepräsident | 2                                                                        | Albrecht Pallas                                                          |                                                                          | SPD                                                                      | 118                                                                      | 117                                                                      | 1                                                                        | 59                                                                       | 49                                                                       | 9                                                                        | Wahlvorschlag verfehlt Mehrheit.                                         |
| 4. Vizepräsident | 3                                                                        | Albrecht Pallas                                                          |                                                                          | SPD                                                                      | 116                                                                      | 116                                                                      | 0                                                                        | 60                                                                       | 51                                                                       | 5                                                                        | Albrecht Pallas gewählt.                                                 |
| Schriftführer    | Die Kandidaten aller Parteien wurden einstimmig per Handzeichen gewählt. | Die Kandidaten aller Parteien wurden einstimmig per Handzeichen gewählt. | Die Kandidaten aller Parteien wurden einstimmig per Handzeichen gewählt. | Die Kandidaten aller Parteien wurden einstimmig per Handzeichen gewählt. | Die Kandidaten aller Parteien wurden einstimmig per Handzeichen gewählt. | Die Kandidaten aller Parteien wurden einstimmig per Handzeichen gewählt. | Die Kandidaten aller Parteien wurden einstimmig per Handzeichen gewählt. | Die Kandidaten aller Parteien wurden einstimmig per Handzeichen gewählt. | Die Kandidaten aller Parteien wurden einstimmig per Handzeichen gewählt. | Die Kandidaten aller Parteien wurden einstimmig per Handzeichen gewählt. | Die Kandidaten aller Parteien wurden einstimmig per Handzeichen gewählt. |

## Fraktionen
| Fraktion | Sitze | Fraktionsvorsitzender | Parlamentarischer Geschäftsführer |
| -------- | ----- | --------------------- | --------------------------------- |
| CDU      | 41    | Christian Hartmann    | Sören Voigt                       |
| AfD      | 40    | Jörg Urban            | Jan-Oliver Zwerg                  |
| BSW      | 15    | Sabine Zimmermann     | Lutz Richter                      |
| SPD      | 10    | Henning Homann        | Laura Stellbrink                  |
| Grüne    | 7     | Franziska Schubert    | Valentin Lippmann                 |
| Linke    | 6     | Susanne Schaper       | Luise Neuhaus-Wartenberg          |

## Mitglieder
| Bild                                   | Mitglied des Landtages       | geb. | Fraktion     | Landtagswahlkreis der Direktkandidaten | Erststimmen in % | Anmerkungen                                   |
| -------------------------------------- | ---------------------------- | ---- | ------------ | -------------------------------------- | ---------------- | --------------------------------------------- |
| Peter Bachmann (2024)                  | Peter Bachmann               | 1954 | AfD          | Erzgebirge 2                           | 38,0             |                                               |
| Kein Bild vorhanden                    | André Barth                  | 1969 | AfD          | Sächsische Schweiz-Osterzgebirge 2     | 40,1             |                                               |
| Mario Beger (2024)                     | Mario Beger                  | 1966 | AfD          | Meißen 2                               | 47,5             |                                               |
| Matthias Berger (2024)                 | Matthias Berger              | 1968 | fraktionslos | Leipzig Land 3                         | 36,6             | als Parteiloser für die Freien Wähler gewählt |
| Kein Bild vorhanden                    | Ines Biebrach                | 1973 | BSW          |                                        |                  |                                               |
| Kein Bild vorhanden                    | Ralf Böhme                   | 1973 | BSW          |                                        |                  |                                               |
| Martin Braukmann                       | Martin Braukmann             | 1960 | AfD          | Sächsische Schweiz-Osterzgebirge 4     | 45,1             |                                               |
| Conrad Clemens (2019)                  | Conrad Clemens               | 1983 | CDU          |                                        |                  |                                               |
| Alexander Dierks                       | Alexander Dierks             | 1987 | CDU          | Chemnitz 2                             | 36,7             | Landtagspräsident                             |
| Katja Dietz (2024)                     | Katja Dietz                  | 1970 | AfD          | Erzgebirge 1                           | 37,4             |                                               |
| Kein Bild vorhanden                    | Jörg Dornau                  | 1970 | AfD          |                                        |                  |                                               |
| Volker Dringenberg (2024)              | Volker Dringenberg           | 1972 | AfD          |                                        |                  |                                               |
| Martin Dulig                           | Martin Dulig                 | 1974 | SPD          |                                        |                  |                                               |
| Jonas Dünzel (2024)                    | Jonas Dünzel                 | 1994 | AfD          | Zwickau 3                              | 36,7             |                                               |
| Kein Bild vorhanden                    | Gerald Eisenblätter          | 1981 | SPD          |                                        |                  |                                               |
| Sven Eppinger                          | Sven Eppinger                | 1970 | CDU          | Meißen 4                               | 35,0             |                                               |
| Kein Bild vorhanden                    | Hajo Exner                   | 1967 | AfD          | Görlitz 4                              | 38,4             |                                               |
| Iris Firmenich                         | Iris Firmenich               | 1961 | CDU          |                                        |                  |                                               |
| Ingo Flemming (2019)                   | Ingo Flemming                | 1968 | CDU          | Dresden 8                              | 32,5             |                                               |
| Oliver Fritzsche                       | Oliver Fritzsche             | 1977 | CDU          | Leipzig Land 2                         | 37,2             |                                               |
| Kein Bild vorhanden                    | Torsten Gahler               | 1973 | AfD          |                                        |                  |                                               |
| Holger Gasse                           | Holger Gasse                 | 1969 | CDU          | Leipzig 8                              | 32,0             |                                               |
| Rico Gebhardt                          | Rico Gebhardt                | 1963 | LINKE        |                                        |                  |                                               |
| Sebastian Gemkow                       | Sebastian Gemkow             | 1978 | CDU          |                                        |                  |                                               |
| Andreas Gerold (2024)                  | Andreas Gerold               | 1963 | AfD          |                                        |                  |                                               |
| Sandra Gockel                          | Sandra Gockel                | 1974 | CDU          |                                        |                  |                                               |
| Roman Golombek                         | Roman Golombek               | 1976 | AfD          | Görlitz 3                              | 43,0             |                                               |
| Heiko Gumprecht                        | Heiko Gumprecht              | 1970 | AfD          | Zwickau 2                              | 37,0             |                                               |
| Wolfram Günther (2024)                 | Wolfram Günther              | 1973 | GRÜNE        |                                        |                  |                                               |
| Christian Hartmann 2016                | Christian Hartmann           | 1974 | CDU          | Dresden 1                              | 40,8             | Fraktionsvorsitzender                         |
| Ein Portrait-Foto von Stefan Hartmann. | Stefan Hartmann              | 1968 | LINKE        |                                        |                  |                                               |
| Andreas Heinz                          | Andreas Heinz                | 1960 | CDU          |                                        |                  |                                               |
| Kein Bild vorhanden                    | Tobias Heller                | 1986 | AfD          | Nordsachsen 3                          | 43,2             |                                               |
| Jens Hentschel-Thöricht (2024)         | Jens Hentschel-Thöricht      | 1978 | BSW          |                                        |                  |                                               |
| Kein Bild vorhanden                    | Holger Hentschel             | 1985 | AfD          |                                        |                  |                                               |
| Felix Hitzig (2024)                    | Felix Hitzig                 | 1988 | CDU          | Dresden 7                              | 37,3             |                                               |
| Henning Homann                         | Henning Homann               | 1979 | SPD          |                                        |                  | Fraktionsvorsitzender                         |
| Ingolf Huhn (2024)                     | Ingolf Huhn                  | 1955 | BSW          |                                        |                  |                                               |
| Kein Bild vorhanden                    | Carsten Hütter               | 1964 | AfD          | Meißen 1                               | 41,6             |                                               |
| Elaine Jentsch                         | Elaine Jentsch               | 1994 | CDU          | Bautzen 2                              | 44,0             |                                               |
| Martina Jost (2024)                    | Martina Jost                 | 1961 | AfD          |                                        |                  |                                               |
| Joachim Keiler (2024)                  | Joachim Keiler               | 1959 | AfD          |                                        |                  |                                               |
| Tobias Keller (2024)                   | Tobias Keller                | 1964 | AfD          |                                        |                  |                                               |
| Kein Bild vorhanden                    | Thomas Kirste                | 1977 | AfD          | Meißen 3                               | 40,0             |                                               |
| Ina Klemm (2024)                       | Ina Klemm                    | 1976 | CDU          |                                        |                  |                                               |
|                                        | Barbara Klepsch              | 1965 | CDU          | Dresden 6                              | 31,5             |                                               |
| Uta Knebel (2024)                      | Uta Knebel                   | 1965 | BSW          |                                        |                  |                                               |
| Sophie Koch (2024)                     | Sophie Koch                  | 1993 | SPD          |                                        |                  |                                               |
| Petra Köpping (2024)                   | Petra Köpping                | 1958 | SPD          |                                        |                  |                                               |
|                                        | Michael Kretschmer           | 1975 | CDU          | Görlitz 2                              | 47,2             |                                               |
| Frank Kromer (2024)                    | Frank Kromer                 | 1970 | CDU          | Dresden 4                              | 38,5             |                                               |
| Daniela Kuge (2024)                    | Daniela Kuge                 | 1975 | CDU          |                                        |                  |                                               |
| Kein Bild vorhanden                    | Roberto Kuhnert              | 1963 | AfD          | Görlitz 1                              | 42,6             |                                               |
| Ronny Kupke (2024)                     | Ronny Kupke                  | 1977 | BSW          |                                        |                  |                                               |
| Lars Kuppi (2024)                      | Lars Kuppi                   | 1971 | AfD          | Mittelsachsen 4                        | 38,9             |                                               |
| Kein Bild vorhanden                    | Simone Lang                  | 1971 | SPD          |                                        |                  |                                               |
| Kein Bild vorhanden                    | Ulf Lange                    | 1967 | BSW          |                                        |                  |                                               |
| Kein Bild vorhanden                    | Susan Leithoff               | 1979 | CDU          |                                        |                  |                                               |
| Valentin Lippmann                      | Valentin Lippmann            | 1991 | GRÜNE        |                                        |                  | Parlamentarischer Geschäftsführer             |
| Jan Löffler                            | Jan Löffler                  | 1981 | CDU          |                                        |                  |                                               |
| Thomas Löser                           | Thomas Löser                 | 1972 | GRÜNE        | Dresden 2                              | 36,4             |                                               |
| Claudia Maicher                        | Claudia Maicher              | 1978 | GRÜNE        | Leipzig 6                              | 29,2             |                                               |
|                                        | Norbert Mayer                | 1957 | AfD          | Sächsische Schweiz-Osterzgebirge 1     | 38,8             |                                               |
| Katja Meier (2024)                     | Katja Meier                  | 1979 | GRÜNE        |                                        |                  |                                               |
| Christin Melcher                       | Christin Melcher             | 1983 | GRÜNE        |                                        |                  |                                               |
| Martin Modschiedler                    | Martin Modschiedler          | 1967 | CDU          | Dresden 5                              | 39,5             |                                               |
| Mike Moncsek 2024                      | Mike Moncsek                 | 1964 | AfD          | Zwickau 5                              | 34,6             |                                               |
| Juliane Nagel                          | Juliane Nagel                | 1978 | LINKE        | Leipzig 4                              | 36,5             |                                               |
| Luise Neuhaus-Wartenberg               | Luise Neuhaus-Wartenberg     | 1980 | LINKE        |                                        |                  | Parlamentarische Geschäftsführerin            |
| Nam Duy Nguyen (2024)                  | Nam Duy Nguyen               | 1996 | LINKE        | Leipzig 1                              | 39,8             |                                               |
| Kerstin Nicolaus                       | Kerstin Nicolaus             | 1961 | CDU          | Zwickau 1                              | 37,8             |                                               |
| Andreas Nowak, 2024                    | Andreas Nowak                | 1975 | CDU          | Leipzig 5                              | 32,9             |                                               |
| Arthur Österle (2024)                  | Arthur Österle               | 1973 | AfD          | Erzgebirge 5                           | 38,3             |                                               |
| Albrecht Pallas                        | Albrecht Pallas              | 1980 | SPD          |                                        |                  | Vierter Landtagsvizepräsident                 |
|                                        | Dirk Panter                  | 1974 | SPD          |                                        |                  |                                               |
| Peter Patt                             | Peter Patt                   | 1963 | CDU          | Chemnitz 1                             | 36,3             |                                               |
|                                        | Romy Penz                    | 1970 | AfD          | Mittelsachsen 2                        | 39,8             |                                               |
|                                        | Frank Peschel                | 1974 | AfD          | Bautzen 1                              | 49,1             |                                               |
| Janina Pfau (2019)                     | Janina Pfau                  | 1983 | BSW          |                                        |                  |                                               |
| Daniela Pfeifer                        | Daniela Pfeifer              | 1972 | CDU          | Zwickau 4                              | 36,0             |                                               |
| Juliane Pfeil-Zabel                    | Juliane Pfeil                | 1987 | SPD          |                                        |                  |                                               |
| Christian Piwarz                       | Christian Piwarz             | 1975 | CDU          | Dresden 3                              | 42,0             |                                               |
| Ronald Pohle                           | Ronald Pohle                 | 1960 | CDU          | Leipzig 2                              | 36,0             |                                               |
|                                        | Thomas Prantl                | 1974 | AfD          | Erzgebirge 4                           | 42,6             |                                               |
|                                        | Lutz Richter                 | 1974 | BSW          |                                        |                  | Parlamentarischer Geschäftsführer             |
| Kay Ritter (2024)                      | Kay Ritter                   | 1971 | CDU          | Leipzig Land 4                         | 38,2             |                                               |
| Wolf-Dietrich Rost                     | Wolf-Dietrich Rost           | 1952 | CDU          | Leipzig 3                              | 29,8             | Alterspräsident                               |
| Bernd Rudolph                          | Bernd Rudolph                | 1962 | BSW          |                                        |                  |                                               |
| Nico Rudolph                           | Nico Rudolph                 | 1989 | BSW          |                                        |                  |                                               |
| Ines Saborowski 2013                   | Ines Saborowski              | 1967 | CDU          | Chemnitz 3                             | 38,2             | Erste Landtagsvizepräsidentin                 |
|                                        | Susanne Schaper              | 1978 | LINKE        |                                        |                  | Fraktionsvorsitzende                          |
| Jörg Scheibe (2024)                    | Jörg Scheibe                 | 1960 | BSW          |                                        |                  | Dritter Landtagsvizepräsident                 |
| Marko Schiemann                        | Marko Schiemann              | 1955 | CDU          |                                        |                  |                                               |
| Kein Bild vorhanden                    | Jörg Schmidt                 | 1973 | CDU          | Vogtland 1                             | 38,4             |                                               |
| Thomas Schmidt                         | Thomas Schmidt               | 1961 | CDU          | Mittelsachsen 3                        | 40,2             |                                               |
| Kein Bild vorhanden                    | Timo Schreyer                | 1965 | AfD          | Bautzen 3                              | 39,2             |                                               |
| Franziska Schubert                     | Franziska Schubert           | 1982 | GRÜNE        |                                        |                  | Fraktionsvorsitzende                          |
| Kein Bild vorhanden                    | Doreen Schwietzer            | 1972 | AfD          | Bautzen 4                              | 43,3             |                                               |
| Kein Bild vorhanden                    | René Standke                 | 1968 | AfD          | Vogtland 3                             | 36,2             |                                               |
| Jessica Steiner (2021)                 | Jessica Steiner              | 1990 | CDU          |                                        |                  |                                               |
| Laura Stellbrink (2024)                | Laura Stellbrink             | 1990 | SPD          |                                        |                  | Parlamentarische Geschäftsführerin            |
| Kein Bild vorhanden                    | Thomas Thumm                 | 1977 | AfD          | Erzgebirge 3                           | 46,5             |                                               |
| Kein Bild vorhanden                    | Tina Trompter                | 2001 | CDU          | Nordsachsen 1                          | 39,8             |                                               |
| Rick Ulbricht (2024)                   | Rick Ulbricht                | 1991 | CDU          | Leipzig 7                              | 34,3             |                                               |
| Tom Unger (2024)                       | Tom Unger                    | 1985 | CDU          |                                        |                  |                                               |
| Jörg Urban                             | Jörg Urban                   | 1964 | AfD          | Bautzen 5                              | 42,4             | Fraktionsvorsitzender                         |
| Doreen Voigt (2024)                    | Doreen Voigt                 | 1984 | BSW          |                                        |                  |                                               |
| Sören Voigt                            | Sören Voigt                  | 1971 | CDU          | Vogtland 2                             | 41,1             | Parlamentarischer Geschäftsführer             |
| Georg-Ludwig von Breitenbuch           | Georg-Ludwig von Breitenbuch | 1971 | CDU          | Leipzig Land 1                         | 38,4             |                                               |
| Ronny Wähner (2024)                    | Ronny Wähner                 | 1975 | CDU          |                                        |                  |                                               |
| Stephan Weinrich (2024)                | Stephan Weinrich             | 1986 | CDU          |                                        |                  |                                               |
| André Wendt (2024)                     | André Wendt                  | 1971 | AfD          |                                        |                  | Zweiter Landtagsvizepräsident                 |
| Ferdinand Wiedeburg (2024)             | Ferdinand Wiedeburg          | 1956 | AfD          | Nordsachsen 2                          | 39,6             |                                               |
| Alexander Wiesner (2024)               | Alexander Wiesner            | 1989 | AfD          |                                        |                  |                                               |
| Marko Winter (2024)                    | Marko Winter                 | 1973 | AfD          | Mittelsachsen 1                        | 39,6             |                                               |
| Sebastian Wippel                       | Sebastian Wippel             | 1982 | AfD          |                                        |                  |                                               |
| Kein Bild vorhanden                    | Lars Wurzler                 | 1977 | BSW          |                                        |                  |                                               |
| Hans-Jürgen Zickler (2024)             | Hans-Jürgen Zickler          | 1954 | AfD          |                                        |                  |                                               |
| Sabine Zimmermann (2024)               | Sabine Zimmermann            | 1960 | BSW          |                                        |                  | Fraktionsvorsitzende                          |
| Jan-Oliver Zwerg (2024)                | Jan-Oliver Zwerg             | 1965 | AfD          | Sächsische Schweiz-Osterzgebirge 3     | 41,1             | Parlamentarischer Geschäftsführer             |

## Belege
1. ↑  Schriftführer des Sächsischen Landtages: Plenarprotokoll 8/1. Sächsischer Landtag, 1. Oktober 2024, abgerufen am 3. November 2024.
2. ↑  n-tv NACHRICHTEN: Hartmann als CDU-Fraktionschef wiedergewählt. Abgerufen am 17. September 2024.
3. ↑  Cornelia Henze: Sören Voigt wieder zum CDU-Geschäftsführer im Landtag gewählt. 13. September 2024, abgerufen am 21. September 2024.
4. 1 2  Sachsen: AfD-Fraktion bestätigt Jörg Urban als Fraktionschef. Abgerufen am 18. September 2024.
5. 1 2  n-tv NACHRICHTEN: BSW-Chefin Zimmermann führt auch Fraktion im Landtag an. Abgerufen am 24. September 2024.
6. ↑  Karin Schlottmann: Sachsen: SPD-Chef Homann zum Fraktionsvorsitzenden gewählt. In: saechsische.de. 9. Januar 2025, abgerufen am 9. Januar 2025.
7. ↑  SPD-Fraktion im Sächsischen Landtag: Personalentscheidungen. Abgerufen am 26. September 2024.
8. 1 2  MDR SACHSEN: Sachsen: Grüne-Fraktion wählt Franziska Schubert erneut zur Vorsitzenden. Abgerufen am 17. September 2024.